# Берелево (Брейтовский район)

Берелево — деревня в Брейтовском районе Ярославской области. Входит в состав Брейтовского сельского поселения.

## География
Находится в северо-западной части Ярославской области на расстоянии приблизительно 2 км на юг-юго-восток по прямой от административного центра района села Брейтово на левом берегу реки Сить.

## История
Была отмечена еще на карте 1798 года. В 1859 году здесь (деревня Моложского уезда Ярославской губернии) было учтено 9 дворов, в 1898 — 17.

## Население
Численность населения: 66 человек (1859 год), 9 (русские 100%) в 2002 году, 4 в 2010.